# Dasmariñas
Dasmariñas – miasto w północnych Filipinach, na wyspie Luzon, w prowincji Cavite i regionie CALABARZON. W 2007 roku liczyło ok. 554 tys. mieszkańców.